# .gu
.gu е интернет домейн от първо ниво за Гуам. Администрира се от Guam Network Information Center и е представен през 1994 г.
Регистрациите са безплатни, но са ограничени до хора или компании с контакти в Гуам, а и са ограничени до трето ниво регистрации под имена от второ ниво като .com.gu.

## Домейни от второ ниво
- com.gu
- net.gu
- gov.gu
- org.gu
- edu.gu